# Erica sphaerocephala
Erica sphaerocephala är en ljungväxtart som beskrevs av Wendl. och George Bentham. Erica sphaerocephala ingår i släktet klockljungssläktet, och familjen ljungväxter. Inga underarter finns listade i Catalogue of Life.